# Лонсько-Мале
Лонсько-Мале (пол. Łąsko Małe, нім. Lenzhuben) — село в Польщі, у гміні Короново Бидґозького повіту Куявсько-Поморського воєводства.
Населення — 210 осіб (2011).
У 1975-1998 роках село належало до Бидгощського воєводства.

## Демографія
Демографічна структура станом на 31 березня 2011 року:
|          | Загалом | Допрацездатний вік | Працездатний вік | Постпрацездатний вік |
| -------- | ------- | ------------------ | ---------------- | -------------------- |
| Чоловіки | 106     | 25                 | 70               | 11                   |
| Жінки    | 104     | 19                 | 66               | 19                   |
| Разом    | 210     | 44                 | 136              | 30                   |